# Adriano Angeloni
Pour les articles homonymes, voir Angeloni.
Adriano Angeloni (né le 31 janvier 1983 à Frascati, dans la province de Rome) est un coureur cycliste italien.

## Palmarès
- 2004
  - Gran Premio Montanino
- 2005
  -  Champion d'Italie sur route espoirs
  - Grand Prix de la ville de Montegranaro
  - Trophée Rigoberto Lamonica
  - 3e de la Coppa 29 Martiri di Figline di Prato
- 2007
  - Giro del Medio Brenta
- 2010
  - Challenge du Prince - Trophée de la maison royale
  - 3e du Challenge du Prince - Trophée de l'anniversaire
  - 3e du Grand Prix de Donetsk

## Classements mondiaux
| Année           | 2005   | 2006 | 2007 | 2008   | 2009 | 2010 |
| --------------- | ------ | ---- | ---- | ------ | ---- | ---- |
| UCI Africa Tour |        |      |      |        |      | 20e  |
| UCI Europe Tour | 1 059e | 897e | 388e | 1 289e |      | 644e |